# Schlacht bei Lucka
Die Schlacht bei Lucka war eine militärische Auseinandersetzung zwischen dem römisch-deutschen König Albrecht I. aus dem Geschlecht der Habsburger und dem Markgrafen von Meißen Friedrich dem Gebissenen sowie dem Markgrafen der Lausitz Dietrich IV. aus dem Haus Wettin. Sie fand am 31. Mai 1307 in unmittelbarer Nähe zur Ortschaft Lucka statt, die erst im Jahr 1320 erstmals urkundlich erwähnt wurde.

## Das Schlachtfeld
Nach historischer Überlieferung soll die Schlacht sich nordwestlich von Lucka auf der Flur Streitstatt abgespielt haben. Heute existiert dieses Areal nicht mehr, denn es fiel einem Braunkohletagebau zum Opfer. Das Areal  bzw. der kleine Tagebau wird auch als Groitzscher Dreieck betitelt und ist zugehörig zum östlich benachbarten größeren Tagebau Vereinigtes Schleenhain der MIBRAG mbH. Die Streitstatt befand sich also zwischen den Orten die den heutigen Tagebau umranden: im Westen Methewitz und Michelwitz, im Südwesten und Süden Maltitz und Hemmendorf, im Südosten Lucka, im Osten Berndorf und Hohendorf, im Norden Langenhain und der abgebaggerte ehemalige Ort Käferhain.

## Vorgeschichte
Nach dem Tod Friedrich Tutas 1291 setzten sich seine Vettern Friedrich und Dietrich eigenmächtig in den Besitz seiner Länder, wobei Friedrich die Markgrafschaft Meißen erhielt und Dietrich das Osterland. Der römisch-deutsche König Adolf von Nassau betrachtete diese Gebiete nach dem Tod des kinderlosen Tuta jedoch als heimgefallene Lehen und zog die Markgrafschaft ein. Zudem erwarb er 1294 vom in Geldnot geratenen Vater der beiden Brüder, Albrecht, die Landgrafschaft Thüringen, wohl um durch den Aufbau einer – wenn auch kleinen – Hausmacht seine eigene Stellung zu stärken. Die Brüder erhoben sich gegen Adolf, so dass er seine Erwerbungen mit Waffengewalt in zwei Feldzügen zu sichern suchte. Als deren Folge mussten Friedrich und Dietrich zwar weichen, doch Adolfs Tod im Jahr 1298 ermöglichte ihnen die Rückkehr in ihre Gebiete.
Adolfs Nachfolger Albrecht I. betrachtete Meißen und Thüringen jedoch ebenso als heimgefallene Lehen und erneuerte die Rückgabeforderung. Unterstützung fand er vor allem bei den thüringischen Städten, die reichsfrei zu werden wünschten. Albrecht der Entartete wurde auf der Wartburg von den Eisenachern belagert, doch gelang es Friedrich, ihn zu befreien. Wenig später fiel Albrecht I. mit einem großen Heer in die wettinischen Gebiete ein.

## Die Schlacht und die Folgen

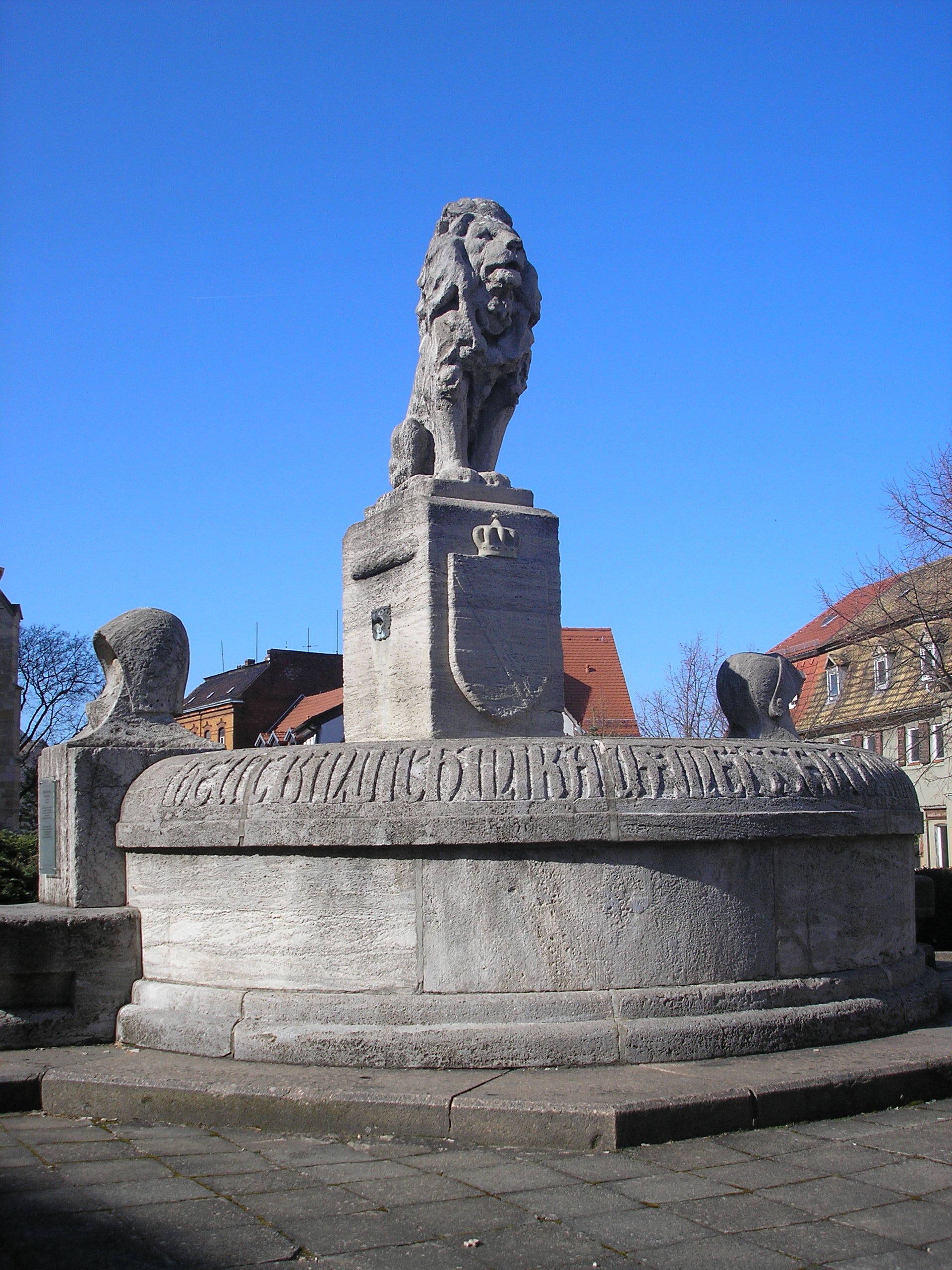
Wettinerbrunnen in Lucka zur Erinnerung an die Schlacht

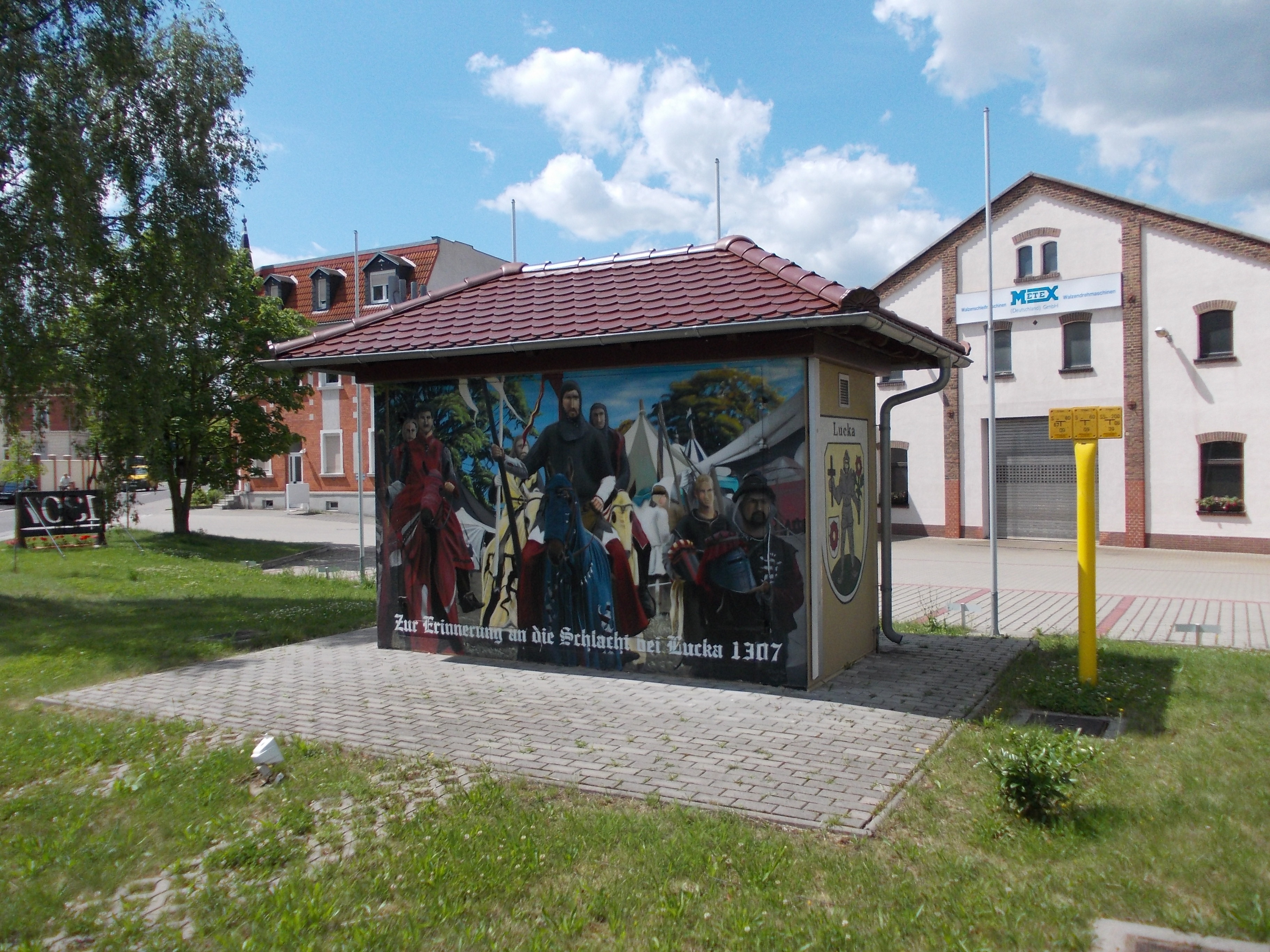
Wandbild in Lucka

Den Oberbefehl über Albrechts Truppen hatte Burggraf Friedrich von Nürnberg. Ein Teil des Heeres bestand aus den Aufgeboten der pleißenländischen Reichsstädte, die von Friedrich IV. von Schönburg-Crimmitschau, einem erklärten Gegner der Wettiner, angeführt wurden. Im Verlauf der Schlacht geriet er in Gefangenschaft. Das Aufgebot der wettinischen Brüder bestand in erster Linie aus bewaffneten Bürgern und Bauern sowie braunschweigischen Reiterhaufen.
Das Heer Albrechts erlitt eine vollständige Niederlage. Ihr Sieg verschaffte Friedrich und Dietrich eine Atempause, doch erst Albrechts Ermordung im Jahr darauf beendete vorläufig den Konflikt um die wettinischen Gebiete, da sich der neue König Heinrich VII. zunächst nicht in die Streitigkeiten einmischte; grundsätzlich hielt er aber an der Auffassung fest, dass beide Territorien der Verfügungsgewalt der Krone unterstanden. So verwehrte er Friedrich, der nach Dietrichs Tod und dem Regierungsverzicht seines Vaters alleiniger wettinischer Herrscher war, für einige Jahre dessen Ansprüche. Erst Ende 1310 kam es zu einer Verständigung: Heinrich verzichtete auf seinen Anspruch hinsichtlich Thüringen und Meißen, mit denen nun Friedrich feierlich belehnt wurde. Als Gegenleistung erhielt er die Unterstützung der Wettiner hinsichtlich der luxemburgischen Ansprüche in Böhmen.

## Trivia
Auf die Schlacht geht die früher vor allem in Sachsen bekannte Redewendung: „Es wird dir glücken, wie den Schwaben bei Lücken“ zurück, im Sinne von: Das wird nicht funktionieren. Truppen aus Schwaben scheinen den größten Teil des kaiserlichen Heeres ausgemacht zu haben, daher wurde im Volksmund das kaiserliche Heer mit den Schwaben gleichgesetzt.
Die Schlacht ist auch der Ausgangspunkt des Märchens Der geraubte Schleier aus dem dritten Band von Johann Karl August Musäus’ Volksmährchen der Deutschen von 1784. Nach der verlorenen Schlacht fliehen sieben Schwaben vor den Wettinern. Sie übernachten in einem Backofen, wo Friedbert, einer der Schwaben, allein den wütenden Angriffen von Bäuerinnen entkommt. Seine weitere Lebensgeschichte wird in der Sage, einem Schwanenmärchen, erzählt. Es gilt als eine der Quellen des für Tschaikowskis berühmtes Handlungsballett Schwanensee in der Fassung von 1877.